# Damjan Fras
Damjan Fras, född 21 februari 1973 i Ljubljana, är en slovensk tidigare backhoppare som tävlade för Jugoslavien och senare Slovenien. Han representerade SSK Ilirija. 

## Karriär
Damjan Fras debuterade i världscupen på hemmaplan i Planica 24 mars 1990. Då blev han nummer 75 av 81 startande. Veckan efter deltog han i junior-VM i Štrbské Pleso i dåvarande Tjeckoslovakien. Där vann han en bronsmedalj i lagtävlingen. Jugoslaviska laget blev nummer tre efter Österrike och Finland. Fras startade i den individuella tävlingen i junior-VM 1991 i Reit im Winkl i Tyskland. Han vann en ny bronsmedalj.
Fras tävlade 7 säsonger i världscupen. Det bästa sammanlagtresultatet kom säsongen 2002/2003 då han blev nummer 27 totalt. I tysk-österrikiska backhopparveckan blev han som bäst nummer 16 sammanlagt samma säsong. Han bästa deltävling i backhopparveckan var tävlingen i Bergiselschanze i Innsbruck i Österrike 4 januari 2001 då han blev nummer 5.
Fras startade i olympiska spelen 1992 i Albertville i Frankrike. Han tävlade i stora backen och blev nummer 42. I OS 2002 i Salt Lake City i USA deltog han i samtliga grenar. I de individuella tävlingarna slutade han som nummer 22 i normalbacken och nummer 22 i stora backen. I lagtävlingen vann han en olympisk bronsmedalj tillsammans med sina slovenska lagkamrater, Primoz Peterka, Robert Kranjec och Peter Žonta. Slovenien var 23,8 poäng efter segrande Tyskland och 23,7 poäng efter Finland.
Damjan Fras deltog i Skid-VM 1999 i Ramsau am Dachstein i Österrike. Där blev han nummer 27 i normalbacken och nummer 20 i stora backen. Slovenien blev nummer fem i lagtävlingen med Fras i laget. I Skid-VM 2001 i Lahtis i Finland deltog Fras i alla fyra tävlingarna. Individuellt blev han nummer 30 (i normalbacken) och 37 och i lagtävlingarna blev han nummer 6 i normalbacken och nummer 5 i stora backen. I VM 2003 i Val di Fiemme i Italien, tävlade Fras endast i normalbacken och blev nummer 35. 
Mot slutet av karriären tävlade Fras i kontinentalcupen och han avslutade backhoppningskarriären 2006.